# 副腎皮質ホルモン

アルドステロン

副腎皮質ホルモン（ふくじんひしつホルモン、英語: Corticosteroid）は、副腎皮質より産生されるホルモンの総称である。炎症の制御、炭水化物の代謝、タンパク質の異化、血液の電解質のレベル、免疫反応など広範囲の生理学系に関わっている。ストレス、侵襲などさまざまな影響によって分泌され、医薬品としても使用される。

## 種類
| 名称             | 分泌部位 | 代表的なホルモン |
| ---------------- | -------- | ---------------- |
| 鉱質コルチコイド | 球状層   | アルドステロン   |
| 糖質コルチコイド | 束状層   | コルチゾール     |
| 性ホルモン       | 網状層   | アンドロゲン     |

## 生化学

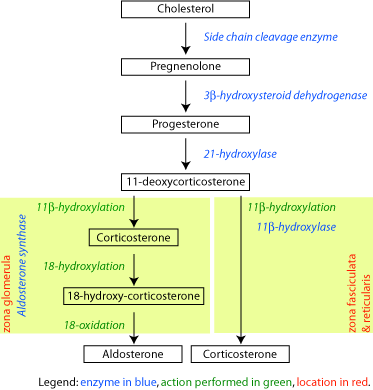
ラットの副腎皮質ホルモンの生成経路

副腎皮質ホルモンは、副腎皮質内でコレステロールから合成される。ほとんどのステロイドの反応がシトクロムP450ファミリーの酵素によって促進される。酵素は、ミトコンドリアの中に位置し、補助因子としてアドレノドキシンを必要とする（21-ヒドロキシラーゼと17α-ヒドロキシラーゼを除く）。
アルドステロンとコルチコステロンはその生合成経路の最初の部分を共有しており、アルドステロンシンターゼによってアルドステロンに、11β-ヒドロキシラーゼによってコルチコステロンが生成される。これらの酵素はほとんど同じで、11β-ヒドロキシル化反応と18-ヒドロキシ化反応の機能を共有している。
アルドステロンシンターゼは、18-酸化を行うこともできる。アルドステロンシンターゼは副腎皮質の球状帯に存在する。また、11β-ヒドロキシラーゼは束状帯と網状帯に存在している。

## 分泌・調節
副腎皮質ホルモンは副腎皮質刺激ホルモン(ACTH)により分泌・調節されている。調節の経路は、視床下部から副腎皮質刺激ホルモン放出ホルモン(CRH)が分泌され、脳下垂体前葉から副腎皮質刺激ホルモン(ACTH)が分泌され、副腎で副腎皮質ホルモンが分泌されるといった順序である。

## 合成薬
副腎皮質ホルモンと同等の効果がある合成薬は、脳腫瘍から皮膚病までさまざまな病気の治療に使用されている。デキサメサゾンとその誘導体は、ほぼ純粋な糖質コルチコイドで、一方プレドニゾンとその誘導体は、糖質コルチコイドとしての作用と鉱質コルチコイドとしての少しの作用とを持つ。フルドロコルチゾン（フロリネフ）は、合成された鉱質コルチコイドである。コルチゾール（ヒドロコルチゾン）は代替療法、例えば、副腎機能障害 (en:Adrenal insufficiency) と先天性副腎過形成症 (CAH) の治療に使われる。
合成された糖質コルチコイドは、関節痛または関節炎、巨細胞性動脈炎、皮膚炎、アレルギー反応、喘息、肝炎、全身性紅斑性狼瘡、炎症性腸疾患（潰瘍性大腸炎とクローン病）、眼疾患（ブドウ膜炎）、サルコイドーシスの治療、そして、慢性原発性副腎皮質機能低下症、副腎機能障害など糖質コルチコイドの欠乏症の治療にも使われる。また、副腎皮質ホルモンは、嘔吐の抑制剤としてしばしば5-HT3受容体拮抗型制吐剤（例えば、オンダンセトロン）と組み合わせて使われる。
臨床実験では、副腎皮質ホルモンが目の障害である中心性網脈絡膜症（CSR。または、中心性漿液性脈絡網膜症；CSC）を引き起こすことが分かっている。

## 副腎皮質ホルモンに関連した疾患
- 慢性原発性副腎皮質機能低下症（アジソン病）

アルドステロンやコルチゾールらが慢性的に分泌低下したことにより生じる。
- 先天性副腎低形成(原発性副腎低形成)

X連鎖性(DAX-1異常症)、常染色体性(SF-1異常症)、IMAge症候群、ACTH不応症、オールグローブ症候群（Triple A症候群）に分類される。
- 下垂体機能低下症

脳下垂体前葉ホルモンであるACTH、甲状腺刺激ホルモン（TSH）、成長ホルモン（GH）、黄体形成ホルモン（LH）、卵胞刺激ホルモン（FSH）、プロラクチンの一つ以上の分泌が低下した状態である。ACTHのみの欠損をACTH単独欠損症と呼ぶ。
- 副腎酵素欠損症(ステロイドホルモンを生産するための酵素が先天的に欠損する)・先天性副腎過形成症

リポイド過形成症(Protein(StAR)蛋白の異常とコレステロール側鎖切断酵素に欠損)、21-水酸化酵素欠損症、11β-水酸化酵素欠損症、17α-水酸化酵素欠損症、3β-ヒドロキシステロイドデヒドロゲナーゼ欠損症、21水酸化酵素と17α-水酸化酵素の複合欠損(P450オキシドレダクターゼ欠損により発現)がある。
- 副腎酵素欠損症

18－水酸化酵素欠損症、P450オキシドレダクターゼ欠損症、3β－水酸化ステロイド脱水素酵素欠損症、18-ヒドロキシラーゼ欠損症、18-ヒドロキシステロイドデヒドロゲナーゼ欠損症がある。
- クッシング症候群

副腎が原因のものがACTH非依存性クッシング症候群(副腎性クッシング症候群)、ACTHが過剰に分泌されコルチゾールが増加するものがACTH依存性クッシング症候群と呼ばれる。さらにが脳下垂体の原因(腫瘍)によるACTH過剰分泌がクッシング病、脳下垂体以外に原因のあるものが異所性ACTH症候群と呼ばれる。
- 偽性低アルドステロン症
- 原発性アルドステロン症
- グルココルチコイド抵抗症